# 亚瑟·哈里斯
第一代从男爵亞瑟·特拉弗斯·哈里斯爵士 GCB，OBE，AFC（Sir Arthur Travers Harris, 1st Baronet；1892年4月13日—1984年4月5日）在二戰後期為英國皇家空軍轟炸機司令，1946年被晉升爲英國皇家空軍元帥，哈里斯始終信奉“轟炸機制勝論”，即：對敵國進行不分軍民目標的戰略性轟炸以此來摧毀敵國的鬥志從而贏得戰爭。在此戰略構想之下，因交戰國的德國平民遭到無差別轟炸而被人們稱爲“轟炸機哈里斯”和“屠夫哈里斯”。

## 早年生活
亞瑟·哈里斯於1892年4月13日出生於英國切爾滕納姆的格洛斯特郡，他是家中的第三個男孩。他的父親喬治·斯蒂爾·特拉弗斯-哈里斯（George Steel Travers）在當時的英屬印度任職，大部分時間不在英國，哈里斯的童年是在肯特郡的一位叫做格雷厄姆-琼斯（C E Graham-Jones）的牧師家中度過的，這段童年經歷讓哈里斯終生難忘。哈里斯小時候所接受的教育是德文郡一所普通的奥爾哈洛學校，而他的兩個哥哥則分別是在著名的謝爾本學院和伊頓公學接受的教育，原因是哈里斯家裏無法再供最小的孩子上好學校。
在奥爾哈洛學校（Allhallows College）學習期間，哈里斯通過觀看一出描寫在羅德西亞英國農民的戲曲故事，激發了他去非洲闖蕩的冒險念頭，雖然遭到了他父親的反對，但最後他父親還是同意了他的決定。
1910年初，老哈里斯為兒子買了前往莫桑比克貝拉的船票，從那裏亞瑟·哈里斯乘火車前往穆塔雷。在接下來的幾年當中，亞瑟·哈里斯靠采礦、駕駛馬車和務農爲生。1903年他搬到了羅德西亞，在那裏為一個來自愛爾蘭的名叫克羅夫頓·湯森（Crofton Townsend）的農場主工作，並深得克羅夫頓·湯森的信任。爲此亞瑟·哈里斯曾經打算在羅德西亞也開辦屬於自己的農場，並希望在非洲扎下根來。

## 軍旅生涯

### 一戰期間
第一次世界大戰爆發後，哈里斯於1914年10月20日參加了隸屬英國南非公司的“羅德西亞第一軍團”（Rhodesia Regiment），在軍團中哈里斯擔任號手。
作爲歐洲主戰場之外的非洲戰場，西南非洲戰役於1914年9月爆發，哈里斯所屬的軍團於1915年上半年參加了這場戰役。這場戰役中的沙漠長途行軍以及第一次遭遇到德軍飛機的轟炸都給哈里斯留下了深刻印象。
當西南非洲戰役於1915年7月結束時，哈里斯所在的軍團撤離到開普敦，並在那裏解散。哈里斯於7月31日正式退伍。起初他回到了羅德西亞，但看到歐洲戰場的戰事依然在繼續，於是1915年10月哈里斯回到了倫敦，并於同年11月6日加入到當時的英國皇家飛行隊。
1915年底，哈里斯在布魯克蘭兹進行飛行培訓，1916年1月底成爲飛行軍官。1917年期間他在法國前綫擔任飛行指揮官，指揮第45飛行中隊。他駕駛索普威斯·斯圖爾特和索普威思·駱駝式戰鬥機作戰，据他自己聲稱，他親自擊落了5架敵機。1918年11月哈里斯被授予英國空軍十字勛章。

### 一戰結束後
一戰結束之後，原本打算戰爭結束後返回羅德西亞的哈里斯，此時結了婚並有了第一個孩子，考慮到妻子不喜歡在非洲生活，於是他選擇留在新成立的英國皇家空軍繼續服役。1920年4月，哈里斯被任命爲皇家空軍迪格比基地和皇家空軍第三飛行訓練學校教官。在這段期間，他參加了英國在印度、伊拉克以及伊朗等海外地區的戰事。第一次參與轟炸任務是在英屬印度的開伯爾-普什圖省。作爲發展炸彈技術，哈里斯研發了延時定時炸彈，並將這種新型炸彈用在了鎮壓伊拉克叛亂、阿德旺叛亂、艾哈邁德·巴爾扎尼叛亂等軍事行動上。對此，哈里斯稱這是“讓阿拉伯人唯一能夠領教到的厲害”。
除了飛機之外，哈里斯又另外做了飛艇中隊的指揮官，通過飛艇訓練夜間飛行技術。1934年至1937年作爲空軍部的作戰計劃部副主任，哈里斯被派往埃及的中東司令部擔任高級空軍參謀。他針對爆發的“1936年巴勒斯坦阿拉伯人大起義”時聲稱：在每一個大放厥詞的村莊投下一枚250磅或500磅的炸彈就能解決問題。同年他又以專家的身份訪問了羅德西亞，并幫助羅德西亞殖民當局建立自己的空軍。
1937年7月2日，哈里斯被提升爲空軍準將，並被安排指揮第四轟炸集團軍，擔任中東地區的皇家空軍特遣隊指揮官，1939年7月1日，哈里斯晉升爲空軍副元帥。

### 二戰期間

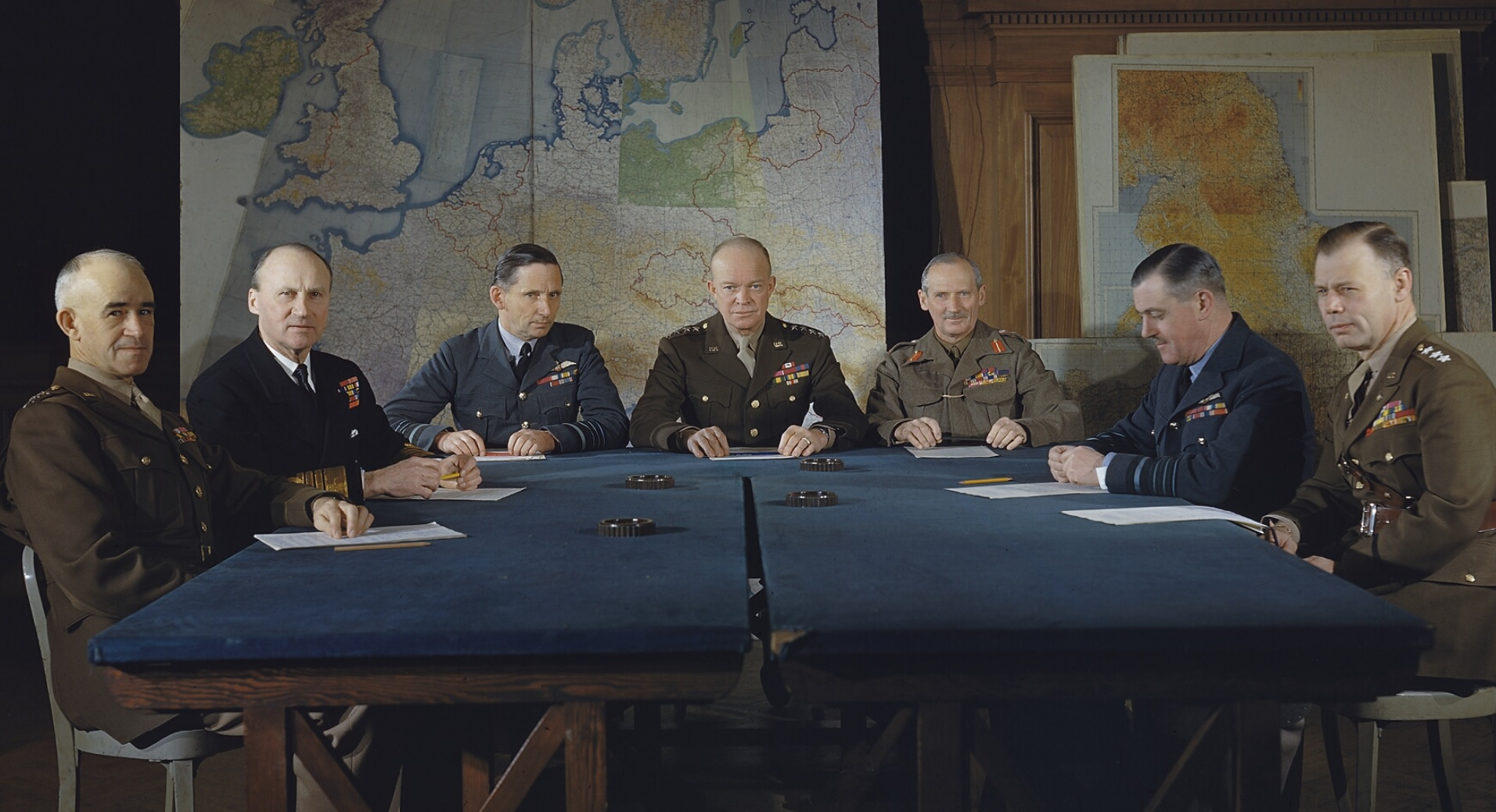
盟軍最高司令部，從左至右：奥馬爾·布拉德利（美國）、伯特倫·拉姆斯（英國）、亞瑟·泰德（英國）、艾森豪威爾（美國）、蒙哥馬利（英國）、哈里斯（英國）、沃爾特·比德爾·史密斯（美國）（1943年12月17日）

1939年9月二戰爆發之後，哈里斯回到英國，指揮第5集團軍，1940年11月被任命爲空軍副參謀長。

#### 1942年期間
1942年2月哈里斯被任命爲皇家空軍轟炸機總司令。同年弗雷德里克·林德曼被丘吉爾首相任命爲政府内閣成員之後，他向内閣提交了一份提議報告，主張對德國個城市實施戰略轟炸，這項提議被内閣接受，哈里斯被任命負責執行這一任務。戰略轟炸實施初期，由於飛機數量不多，又缺乏導航設備，轟炸效果有限。之後，隨著更先進的飛機和電子輔助設備的生產增加和投入，哈里斯希望實行每次都能達到1000架次的大規模空襲，

1942年5月30日和31日兩天，英國皇家空軍實施了二戰期間唯一的一次超大規模的“千架轟炸機空襲”，也稱：“世紀行動”（Operation Millennium）的“科隆大轟炸”，在這次空襲中，皇家空軍轟炸機實施了飽和性轟炸，旨在以數量壓制住夜間的德國戰鬥機。

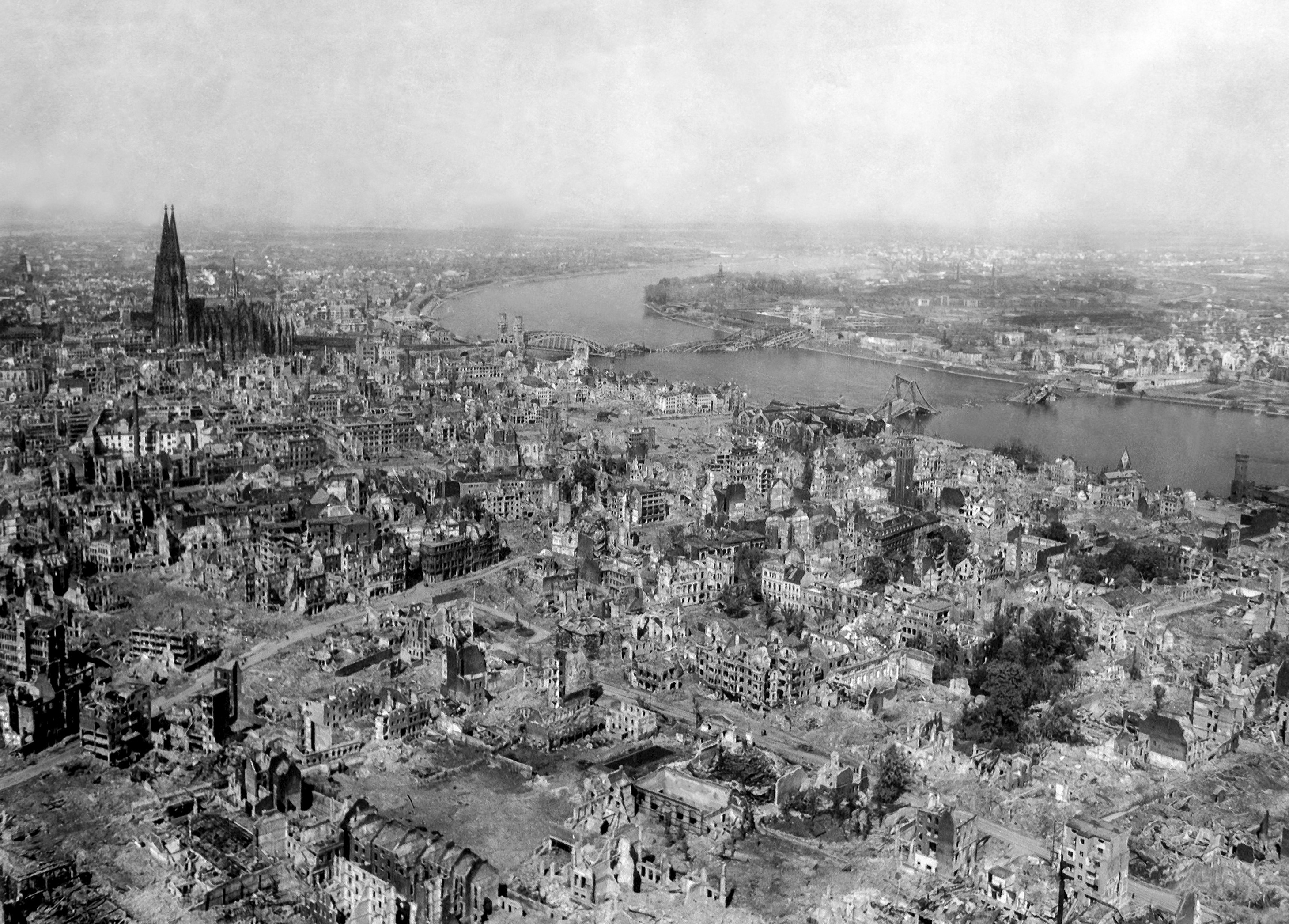
轟炸後的科隆（攝於1945年）

科隆之所以被選爲轟炸的重點，這是因爲科隆是擁有80多萬人口的德國重要的重工業城市，其中有生產坦克、大炮的兵工廠、以及運輸車輛生產工廠，這些大都用於東部戰綫。科隆又是連接德國其他地方的鐵路交通樞紐，武器和兵員的輸送多要經過這裏，此外還有規模龐大的戰略物資儲存倉庫。它既是一個政治、商業的活躍中心，也是德國所有城市中防守最嚴密的城市之一。除了這些具有戰略價值的打擊目標遭到轟炸之外，市中心的商業街區也遭到了轟炸。轟炸過後對科隆的損害調查：13,000閒民宅被炸，45,000人無家可歸，15,000座商業建築遭到損壞，其中630閒受損嚴重，供水、供氣以及電話通訊系統遭到波坏，469人死於空襲，5,027人受傷。舉世聞名的科隆大教堂在這次大轟炸中挨了14枚炸彈，雖然建築主體僥幸保存了下來，但是建築内部遭到了相當程度的破壞。
爲此，1942年哈里斯通過BBC廣播電臺向英國發表了著名的廣播講話，在這篇講話中，哈里斯引用了《聖經舊約》中的何西阿書第8章第7節（黑色字體），他説道：

納粹以相當幼稚的妄想發動了這場戰爭，他們認爲他們可以對別人實施狂轟濫炸，而別人卻奈何不了他們。在鹿特丹、倫敦、華沙和其他數百個地方，他們把這種天真的妄想付諸了行動。他們播種下了風，他們所收穫的必將會是狂風。科隆、呂貝克、羅斯托克只不過是剛剛開始，我們目前尚不能每次派遣上千架飛機在德國的上空，但是一旦這個時刻到來，我們將會付諸行動。讓納粹好好注意到西方地平綫，那裏有一個似乎尚不及人手大的雲朵，然而在這個雲朵的背後是藏臥著的美國的强大力量。
當狂風橫掃德國時，他們會回頭看看科隆、呂貝克、羅斯托克這些地方，就像一場被颶風襲擊的人們會回想到去年夏天的微風。
這可能需要一年或者兩年，但對納粹來説等待他們的就是戰爭，這是他們自作自受。很多人說光靠轟炸永遠無法贏得戰爭，我對此的回答是，這還沒有得到過驗證，我們將對此拭目以待。……

在整個戰爭期間，哈里斯和一些高級空軍指揮官堅信，只要連續不斷地實行大規模區域轟炸，就能迫使德國投降。在代號為“蛾摩拉行動”的“漢堡大轟炸”之後，他對空軍總參謀長查爾斯·波特爾子爵和丘吉爾表示：1944年4月之前德國就會被迫投降。由於英國政府一再聲明轟炸僅針對特定工業和經濟目標，但平民遭到空襲雖説不可避免地但并非有意而爲。爲此，丘吉爾對哈里斯的計劃並非全力支持，哈里斯對此感到惱火，他極力敦促英國政府對公衆説明實行轟炸行動的目的。他在給政府的信中表示：

轟炸的目的……應該毫不含糊地説明就是要摧毀德國城市、殺傷德國產業工人、打亂整個德國的文明生活……摧毀房屋、公共設施、交通，造成大規模的難民，以此使德國國内和戰場上的德軍士氣崩潰，這是我們通過轟炸政策確定的公認和預定目標。這些破環并非是無意造成的。

#### 1943年期間
英國皇家空軍對柏林的報復性戰略轟炸始於1940年秋季，隨著美國的參戰以及美軍轟炸機群的加入，從1943年3月至1945年4月的兩年期間，盟軍對柏林的轟炸持續不斷，其頻率和規模不斷加大。哈里斯在給丘吉爾的信中寫道：

我們可以將柏林從頭到脚徹底摧毀，我們爲此大概要損失400架到500架飛機，而德國則失掉勝算。
哈里斯試圖複製漢堡轟炸模式，但是柏林防空系統比較完備，雖然轟炸給柏林造成了不少損失，但是沒有像轟炸漢堡以及後來轟炸德累斯頓那樣引起大面積火災，因空襲而遇難的人數也少於其他城市。而皇軍空軍也爲此損失了不少飛機，總共有1,047架飛機被擊落，1,682架飛機受損。

#### 1944年期間
1944年3月30日英國皇軍空軍又對紐倫堡實施了轟炸，在這次轟炸任務中，英國皇家空軍的795架飛機中有94架被擊落，71架受損。
1944年2月29日蘇聯政府授予了哈里斯“蘇沃洛夫勛章”。
1944年諾曼底登陸之前，盟軍要求哈里斯將打擊目標轉向法國鐵路網，他對這一建議表示異議，認爲應該繼續打擊德國内地工業基地。9月隨著盟軍深入歐洲内地，盟軍最高司令部包括空軍總參謀長查爾斯·波特爾和美國陸軍航空隊司令亨利·阿諾德都認爲盟軍所有轟炸機大隊都應受到控制，哈里斯受命為艾森豪威爾將軍的地面部隊提供足夠的空中支援，對德國的轟炸是“逐步摧毀德國的軍事、工業和經濟系統。”

#### 1945年期間

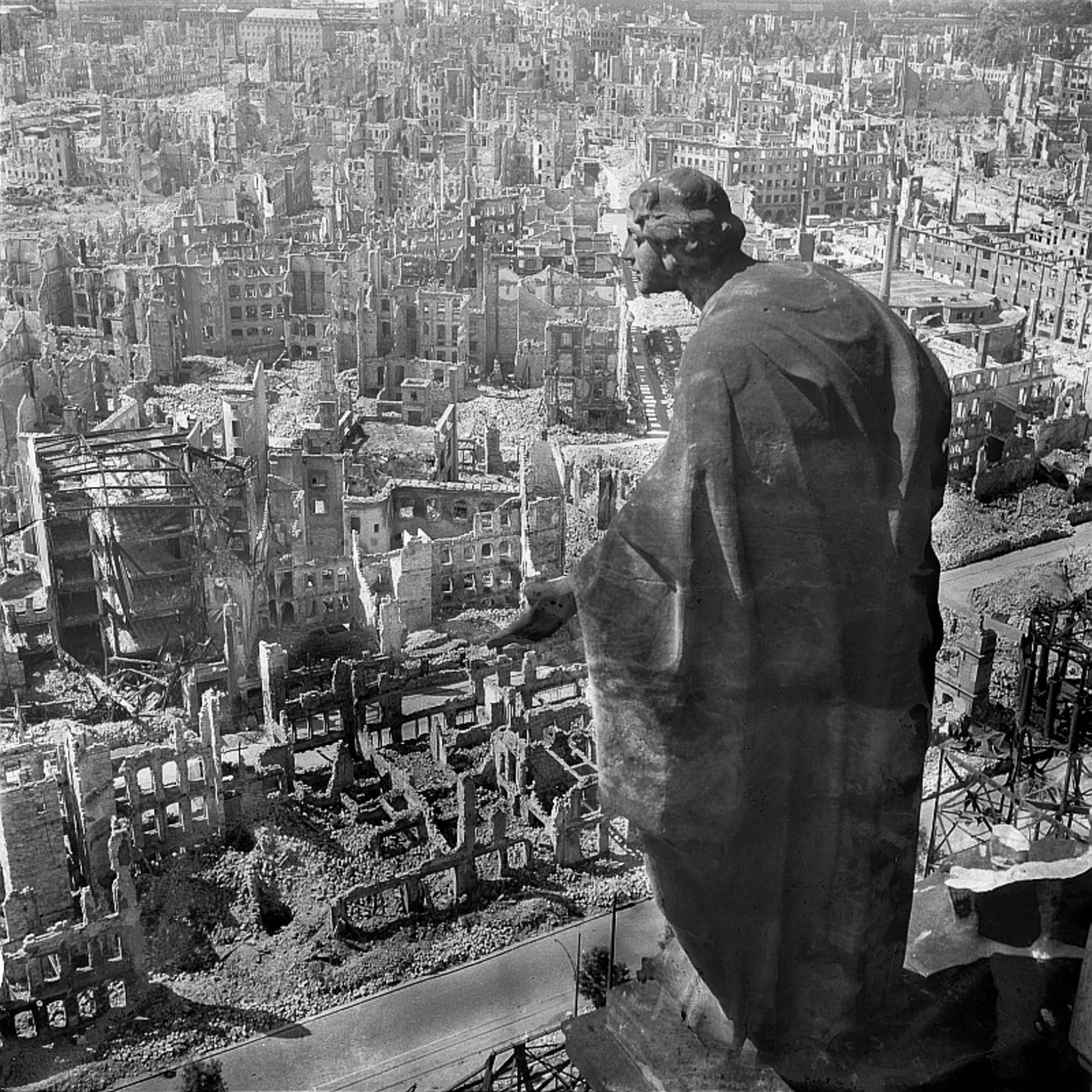
轟炸后的德累斯頓（1945年）

1945年2月初的雅爾塔會議期間，蘇聯希望盟軍方面配合蘇軍在東綫的作戰，盡可能地集中轟炸柏林、萊比錫、德累斯頓這些德國東部城市。作爲對此的回應，1945年2月13日夜晚直至15日，盟軍連續四次對德累斯頓實施了大轟炸，英國皇家空軍執行了第一波和第二波的夜間空襲。在夜間空襲時，恰逢德累斯頓狂風大作，風助火勢，整個德累斯頓陷於一片火海，在死亡的德累斯頓市民當中，除了直接死於炸彈爆炸和房屋倒塌之外，更多的人喪生於大火之中。對死於空襲的死亡人數的估計各有不同，最初統計平民死亡數字是25,000多人，但這個數字被普遍認爲偏於保守。這次的空襲在歷史上最受非議，這是因爲德累斯頓并無重要戰略價值的目標，除了空襲的遇難者大都是平民以外，這座具有八百多年歷史的歐洲文化名城也在大轟炸中變爲廢墟而令世人感到痛心。
德累斯頓空襲之後，哈里斯在1945年2月寫給空軍的一份内部秘密備忘錄中表達了他當時的觀點：

毫無疑問，我們過去打擊德國城市的戰略是合理的，儘管這樣的做法令人深惡痛絕，隨著目前德國的敗局已定，那麽認爲我們就可以放棄繼續這樣的空襲。這我是永遠無法認同的。像任何戰爭行爲一樣，雖然對城市的攻擊無法容忍。但是它在戰略上是合理的，因爲這有助於縮短戰爭時間和保護盟軍士兵的生命。在我看來，我們絕對沒有權利放棄它，除非它不會產生這樣的效果。我個人認爲，對剩下的德國城市不值得爲此而陪葬一個英國士兵的尸骨。

皇家空軍對德國的空襲在1945年3月達到頂峰，是整個戰爭中最高的單月投彈量。在蘇聯軍隊攻入柏林之前，皇家空軍在4月21日和22日晚上對柏林進行了最後一次轟炸。
除了對德國本土轟炸之外，皇家空軍執行最後一次的轟炸任務是4月25日和26日對德國占領下的挪威滕斯貝格的煉油廠進行了轟炸。在這之前的3月21日，應丹麥地下抵抗組織的要求，皇軍空軍第二轟炸大隊出動了20架蚊式轟炸機從諾福克機場起飛，執行一起旨在摧毀哥本哈根的德國蓋世太保總部的代號為“迦太基行動”的特殊轟炸任務，但在這次空襲中，一部分轟炸機將炸彈錯投到附近的一座名爲“聖女貞德學校”的天主教會學校，最終造成包括86名兒童在内的125名平民死亡，成爲二戰期間最慘重的無辜平民被誤炸的事件。

## 二戰結束後
戰後，哈里斯於1945年6月12日被波蘭授予一級波蘭復興勛章、1945年6月14日被授予巴斯勛章、1945年11月13日被授予巴西南十字騎士大勛章、1946年6月14日被美國授予傑出服務勛章等國際嘉獎，1946年1月1日被晉升為皇家空軍元帥。1946年9月15日哈里斯退休。
哈里斯年輕時代希望生活在羅德西亞，他甚至把羅德西亞視爲祖國。二戰的爆發打亂了他當初的人生設計，因此戰爭結束後他依然想回到羅德西亞。1945年6月他寫信給羅德西亞政府總理戈弗雷·哈金斯希望能在南羅德西亞的州長或與航空有關的政府部門任職。對此哈金斯雖然對哈里斯的想法表示理解，但是認爲不太現實，因爲如果作爲外國人在羅德西亞政府高級部門任職需要繁瑣的移民程序，而他當時的年紀已過半百。最終，哈里斯打消了返回羅德西亞的念頭，而在1948年去了南非，在那裏管理南非船舶遠洋公司。
1953年2月他回到了英國。
1974年，泰晤士電視臺和獨立電視臺聯合製作了有關介紹二戰的26集電視系列報道《戰火中的世界》，哈里斯在第12集《狂風：轟炸德國（1939年9月-1944年4月）》中追述了二戰時期英國的對德國轟炸戰略。
1984年4月5日，在即將迎來92周歲的生日前夕，亞瑟·哈里斯於南牛津郡的戈灵家中去世。

## 個人家庭
1916年8月，亞瑟·哈里斯與芭芭拉·黛西·吉爾·莫妮（Barbara Daisy Kyrle Money）結婚，這是他的第一次婚姻。婚後他們共生一男兩女，兒子安東尼（Anthony）、大女兒瑪麗戈德（Marigold）和小女兒羅絲瑪麗（Rosemary），羅絲瑪麗全名是羅絲瑪麗·珍妮·哈里斯，她後來成爲兒童文學作家，她的作品《雲中的月亮》（The Moon in the Cloud）獲得了1968年度的“英國兒童文學獎”。1935年亞瑟·哈里斯與芭芭拉離婚，之後亞瑟·哈里斯結識了當時年僅20歲的特蕾莎·赫恩，兩人於1938年結婚，1939年他們的女兒傑奎琳·吉爾（Jacqueline Jill）出生。據説，哈里斯非常喜歡這個對他來説最小的孩子。

## 歷史評價

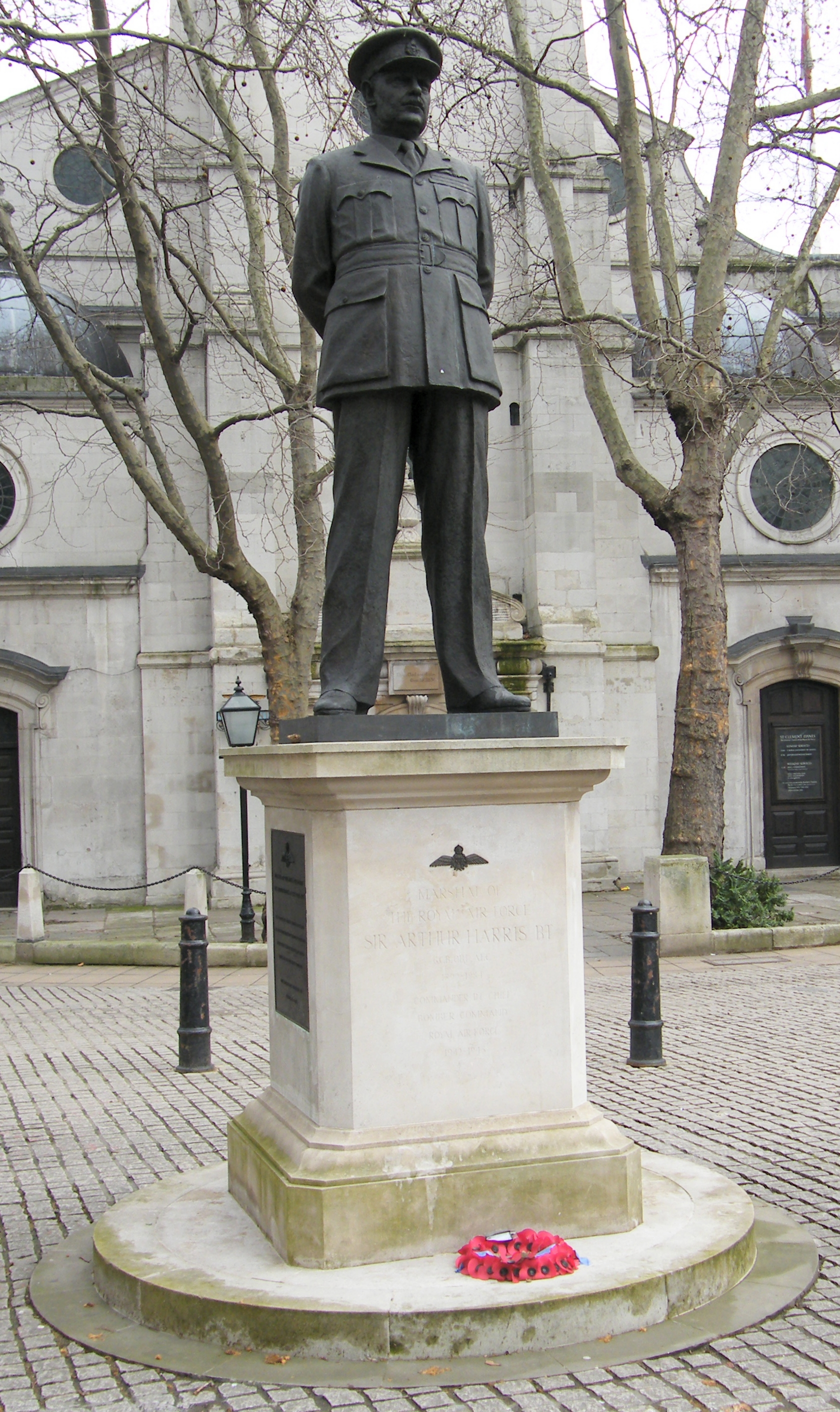
亞瑟·哈里斯塑像

在戰爭期間，哈里斯主張並實施了“焦土轟炸戰略”，因而他是二戰中盟軍高級將領中是最飽受爭議的人。
在他撰寫的回憶錄《轟炸攻勢》（Bomber Offensive）一書中，為德累斯頓大轟炸再次做了辯解，他寫道：

"我知道，在戰爭後期，摧毀如此龐大和輝煌的城市被認爲是不必要，很多人都承認我們在此之前對德國的轟炸和其他戰爭行爲一樣是完全合理的。在這裏，我只想説，比我更爲重要的大人物在當時都認爲對德累斯頓的空襲在軍事上是必要的。

但是英國政府内部對德國各大城市的轟炸，特別是對德累斯頓的轟炸所造成的歷史創傷深感不安。二戰勝利之後，轟炸飛行隊被排除在勝利慶祝活動之外，也沒有對轟炸飛行隊頒發勛章。這引起了執行對德國轟炸任務的飛行員們的强烈不滿，他們認爲他們這些轟炸機飛行人員同樣為二戰的勝利做出了巨大的貢獻和犧牲，卻沒有得到應有的公正評價。爲了對此表示抗議，哈里斯1945年曾拒絕受封貴族爵位，1951年丘吉爾再度成爲英國首相之後，在他的一再要求之下，哈里斯才於1953年接受了男爵爵位。但哈里斯本人有關轟炸任務的指示電文被英國政府封存，戰後半個世紀未向外界公開。
1994年5月，在他去世10年之後，英國政府終於在倫敦的西敏市丹麦圣克莱蒙教堂前面，爲他樹立了一尊紀念雕像，揭幕典禮當天，年逾九旬的伊麗莎白王太后出席了揭幕典禮並發表致辭，很多當年參戰的老飛行員們也參加了揭幕儀式。然而這項活動也引發了爭議，一些抗議者在場外舉著標語表示反對這尊雕像的樹立，在伊麗莎白王太后致辭時甚至遭到了抗議者的嗆聲，抗議者們高喊哈里斯是殺人犯。